# Vänstersocialistiska gröna gruppen
Den vänstersocialistiska gröna gruppen (VSG) består av ledamöter och suppleanter i Nordiska rådet tillhörande åtta nationella partier i Norden. Ordförande är lagtingsmannen Christian Juhl från Danmark, och riksdagskvinnan Iddimanngiiu Bianco från Grönland är vice ordförande. 

## Medlemspartier
- Alternativet (Danmark)
- Enhedslisten – De Rød-Grønne (Danmark)
- Inuit Ataqatigiit (Grönland)
- Socialistisk Folkeparti (Danmark)
- Sosialistisk Venstreparti (Norge)
- Tjóðveldi (Färöarna)
- Vinstrihreyfingin – grænt framboð (Island)
- Vänsterförbundet (Finland)
- Vänsterpartiet (Sverige)